# Хавлок Ветинари
Литературният герой Хавлок Ветинари (на английски: 'Havelock Vetinari') е Патриций на Анкх-Морпорк (фантастичният град в поредицата на Тери Пратчет Светът на диска).
 Внимание:  Текстът по-долу разкрива сюжета на произведението (или части от него)!

## Младост
Лорд Ветинари е роден в изключително силната фамилия Ветинари и израства със своята леля Роберта Месерол. Завършил е с отличие Анкх-Морпоркската гилдия на убийците – традиционното висше образование за тамошните благородници, както изключително полезно, така и уважавано до смърт. (Единственият му невзет изпит е този по маскировка – учителят му е убеден, че Ветинари го е нямало на изпита.) Притежава светкавичен ум, задълбочени познания по класическо изкуство, и най-вече манипулативност и умение да контролира ситуацията. Иронията и сарказмът му пасват на ума.
В късните си тийнейджърски години е въвлечен в събитията, наречени „Славата на 25 май“ („Нощна стража“). Основният му принос към нея е не-убийството на тогавашния Патриций на Анкх-Морпорк. (Всъщност Ветинари отива да го убие, но Патрицият при вида му умира от страх.)
След това пътува в Юбервалд, където се запознава с вампирката Лейди Марголота. От нея научава много неща (един бъдещ управник винаги има какво да научи от вампирите). Тя също научава от него доста от това, което знае.

### Поемане на властта
Хавлок Ветинари успява да измести като управник Лудия Лорд Щракникуфар, който е луд точно толкова, колкото показва и името му. Едно от първите действия, които предприема като Патриций е да легализира гилдиите на крадците и шивачките (всъщност гилдия на проститутките), които са активни, но незаконни дълги години. (А също и да обясни на всички водачи на гилдии, че знае за тях абсолютно всичко —и къде жените им си фризират косите, и къде си играят децата им...) Водачите на тези гилдии стават едни от най-уважаваните хора в обществото, а членовете на съответните гилдии стават лицензирани в своята област. По този начин беззаконието не е толкова премахнато, колкото организирано – Лорд Ветинари е убеден, че щом престъпността не може да бъде премахната, то тя тогава трябва да бъде ОРГАНИЗИРАНА. След тези промени човек може да е сигурен, че няма да бъде ограбван повече от няколко пъти в годината, докато върви по улиците на града и че ще получи разписка, когато това се случи.

### Управление
Гениалността на лорд Ветинари като управник се състои в разбирането, че хората искат не добро или справедливо управление, а постоянство. Девизът на рода му е: „Si non confectus, non reficiat“ („Не е ли счупено, не го оправяй“) – в смисъл, че ако нещо се счупи, то се оправя наистина бързо.
Формално Ветинари е диктатор, но рядко върши типичните за неговите предшественици своеволия. Смятат го за прототип на „добронамерения диктатор“. Разрешил е свободния печат, и в тъмниците му рядко попадат хора без вина. Измамниците обаче биват затваряни в тях „за докато Негово височество е решил“ – и тъй като Ветинари е изключително решителен човек, това обикновено означава задълго. Изключение от правилото са мимовете – по някаква причина Ветинари не ги харесва. Скоро след идването си на власт той забранява представленията им; нарушилите забраната обикновено се оказват затворени в дълбока яма с много скорпиони вътре, и надпис „Научи се да говориш“.
Политическата система на Анкх-Морпорк се описва като демократична – „Един човек, един глас“. В случая този един човек е Ветинари, и той има въпросния един глас по всички възможни въпроси. В същото време, той внимава да не го упражнява в моменти, когато общественото мнение не е на негова страна. В смисъл, че взима мерки то винаги да е на негова страна в нужните моменти.
Лорд Ветинари, както и неговият предшественик, не са много популярни в Анкх-Морпорк. За разлика от предшественика си обаче Ветинари е жив и в добро здраве. Постига това, като прави така, че да не бъде харесван по равно от всички силни организации в града, и по-малко, отколкото те се мразят помежду си. Той е единственият човек освен Самюел Ваймс, за когото Гилдията на убийците е решила да извади от ценоразписа си (а преди това е искала 1 милион Анкх-Морпоркски долара за главата му, и много пъти не е успявала да ги получи). В ценоразписа на Гилдията тази цена е надмината единствено от цената за убийството на Дядо Прас.
Други причини Ветинари да продължава да управлява града са неговите умения по дипломация и манипулация, студеното му и дистанцирано излъчване, непоклатимото му спокойствие, което изважда от релси околните, умението му да слуша (хората казват пред него и майчиното си мляко само за да запълнят тишината, която той излъчва). И разбира се, майсторството му като убиец (макар че на практика не е убил никого собственоръчно).

### Премеждия
Малко след като започва да управлява града един магьосник го превръща за кратко в гущер. Бива свален от власт по времето, когато из града броди призован дракон („Стражите! Стражите!“). Тогава е заключен в тъмниците на замъка. Измъква се от тях съвършено спокойно – вратата на килията му е ужасно здрава, и просто покрита с резета и ключалки, но отвътре. Отвън има само една ключалка, ключа от която Ветинари е скрил в килията. Два от принципите му са: „Не строй килия, в която не би искал да прекараш една нощ“, и „не строй килия, от която да не можеш да излезеш“. След прострелване в крака ходи с бастун, поне пред други хора. Година по-късно се опитват да го отровят с арсеник, и почти успяват – до точката, в която той не решава, че не му е изгодно повече да се преструва, че не забелязва какво става.
По време на войната с Клач заради появил се от дъното на морето спорен остров Ветинари се предава безусловно, и изчезва. Клачианският водач безпроблемно разгромява армията на заменилия Ветинари лорд Ръждьо, но когато спорният остров потъва обратно, условията за капитулацията изчезват, и авторитетът на Клач рухва, точно по плана на Ветинари. Като резултат той отново е Патриций, вместо изгнаник („Шовинист“).
Ветинари преживява също набеждаване в кражба от градската хазна и безбройни опити на негови врагове да го убият, без въобще да се впечатли. Провалът на въпросните опити е и причината Гилдията на Убийците да го изключи от списъците си. (Другата причина е, че Ветинари е станал незаменим за Анкх-Морпорк – убийството му не просто би свалило важна фигура от дъската, а направо би я взривило.)

### По-важни събития през управлението му
По време на управлението на Ветинари, градът е изправян пред множество опасности: многократно опожаряване на Анкх-Морпорк, идването на Магизточника, война, опит да бъде унищожен Светът на диска, метафизични кризи с подвижни образи, Музиката с камъни („Музика на душата“), едно голямо темпорално разкъсване и други.
Ветинари насърчава разстежа на гилдиите, както и на другите обществени организации. В частност Градската стража се разраства много докато той е на власт, докато преди него положението им е много лошо. В Анкх-Морпорк е издаден първия вестник на Света на диска. Там започва построяването и на първата комуникационна мрежа.

### Характер, навици и поведение
Лорд Ветинари е на петдесетина години. Той е висок, слаб, облечен изцяло в прашно черно. Би бил оприличаван на хищно фламинго, ако такова съществуваше. Живее в двореца на Патриция, който в миналото се е наричал Зимния кралски дворец. Седи на обикновен дървен стол, разположен в краката на Златния трон на Анкх – пародия на трона на Гондор от „Властелинът на пръстените“. (Причината да не седи на трона е, че той е сглобен от няколко парчета изгнило дърво, обвити с варак.) Срещите си провежда в Продълговатия кабинет (намек за Овалния кабинет в Белия Дом). Тези, с които се среща, не биват канени или водени на срещата – просто биват уведомявани, че молбата им за среща с Патриция е удовлетворена. На забавилите се посетители лорд Ветинари напомня, че трябва да си ходят със следната двусмислена забележка „...Но, не ме оставяйте да Ви задържам“.
Спалнята му е до офиса му, и е спартанска – тясно легло и няколко лавици. Съществуването ѝ е единственото доказателство, че Патрицият спи – често са го виждали да изглежда задрямал (и няколко пъти дори е бил в безсъзнание), но да се вярва на впечатлението винаги се е оказвало глупава грешка.
В чакалнята му има часовник, който като цяло работи що-годе точно, но отброява неравномерно секундите – ту тиктака по-бързо, ту пропуска някой удар. Малко повече стоене в чакалнята превръща неусетно ума на човек в пълна бъркотия. Предполага се, че Ветинари е платил немалко за тази особеност.
Единственият човек, който е в роднинска връзка с Хавлок Ветинари и е описан в някоя от книгите от Светът на диска е неговата леля – Мадам Роберта (Боби) Масерол. Тя участва в романа „Нощна стража“, където се казва, че идва от Генуа, а по-късно се споменава, че се е заселила в Псевдополис. Тя споделя страстта му към интриги. Баща му вероятно е починал, когато Ветинари е бил много млад – сигурно не е взимал нещата толкова насериозно като сина си.
Колкото и да е странно, Лорд Ветинари няма стремеж към власт. Основната причина да управлява Анкх-Морпорк е, че е лоялен към града си.
Ветинари има домашно животно – шестнадесетгодишен териер на име Уъфълс. Кучето е единственото живо същество, за което Хавлок Ветинари наистина се грижи. Кучето бива описвано като остаряло в две книги, разделени от много години: възможно е Ветинари да кръщава всичките си кучета така. Също така той обича да чете музика на партитури – идеята за изпълняването ѝ, с всичката придружаваща го пот и слюнка го отблъсква.

### Прототип(и)
Фамилията Ветинари е базирана на реално съществувалите италиански фамилии Медичи и Борджии; името ѝ вероятно е игра на думи с „ветеринари“. Конкретно Патрицият е предвиден като персонификация на класическия политик – безскрупулен, изобретателен, търпим към дреболиите, но безмилостен към тези, които клатят лодката. Голям принос към философията му има (и по този начин вероятно също е някакъв вид прототип) един друг италианец – Николо Макиавели, авторът на „Владетелят“ и „Държавата“.